# Les Enfants sur la place publique
 (octobre 2021).

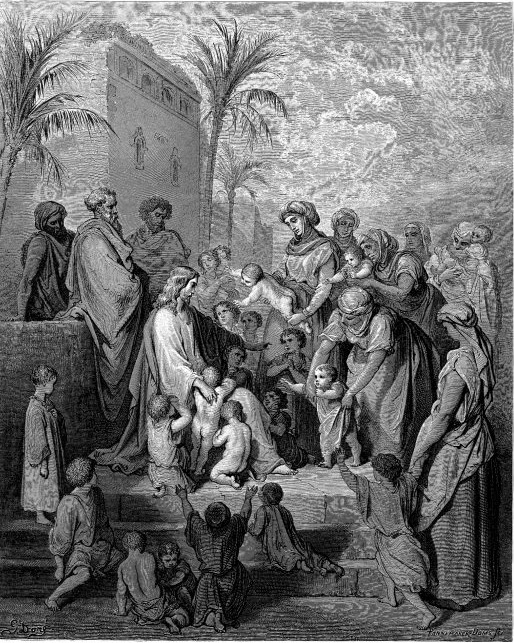
Jésus bénit les jeunes enfants, d'après Gustave Doré.

Les Enfants sur la place publique, ou encore les Enfants qui jouent de la flûte, est une image employée par Jésus-Christ pour illustrer le thème de la sagesse. Relatée dans les Évangiles selon Matthieu (Mt 11:16-19) et selon Luc (Lc 7:31-35), cette  comparaison relève plus de l'analogie que de la parabole. Elle met en opposition l'attitude conciliante de Jésus Christ et l'ascétisme de Jean le Baptiste

## Texte
Évangile selon saint-Luc, chapitre 7, versets 31 à 35 :
« À qui donc comparerai-je les hommes de cette génération, et à qui ressemblent-ils ? Ils ressemblent aux enfants assis dans la place publique, et qui, se parlant les uns aux autres, disent : Nous vous avons joué de la flûte, et vous n'avez pas dansé ; nous vous avons chanté des complaintes, et vous n'avez pas pleuré. Car Jean Baptiste est venu, ne mangeant pas de pain et ne buvant pas de vin, et vous dites : Il a un démon. Le Fils de l'homme est venu, mangeant et buvant, et vous dites : C'est un mangeur et un buveur, un ami des publicains et des gens de mauvaise vie. Mais la sagesse a été justifiée par tous ses enfants. »
D'après la Bible traduite par Louis Segond.